# Isozoanthus bulbosus
Isozoanthus bulbosus är en korallart som beskrevs av Oscar Henrik Carlgren 1913. Isozoanthus bulbosus ingår i släktet Isozoanthus och familjen Parazoanthidae.
Artens utbredningsområde är Norra Ishavet. Inga underarter finns listade i Catalogue of Life.